# 許栢昂
許栢昂（1983年6月18日—）台灣編劇、導演、演員。栢優座創辦人。中國戲曲學院戲曲導演碩士，現為栢優座座首。

## 生平簡介
10 歲進入國光藝校
(後改隸為國立臺灣戲曲學院)京劇科六期生。 18 歲就讀國立臺灣藝術大學戲劇系。30歲赴北京中國戲曲學院修習戲曲導演碩士。24 歲成立栢優座，2013-2023年分別以《獨、角、戲-吉嶽切》《惡 虎青年 Z》《降妖者齊天》《大年初一前晚的那頓飯》《多情劍客無情劍》《消失的六期生》提名臺灣第 12、15、16、18、20、22 屆台新藝術獎。2016 年代表臺灣參加第五屆利賀亞洲導演藝術節。

## 導演作品
- - 栢優座 編導演作品
  - ○01【孫悟空大戰鐵扇公主】嘉義民雄表演藝術中心首演
  - ○02【水滸‧誰唬】華山中五館
  - ○03【相聲京戲劇本江南四霸天之惡虎青年】
  - ○04【相聲京戲劇本雪月風高心煩夜】
  - ○05【相聲京戲劇本 以花為題表花名】
  - ○06【孫悟空勇闖水晶龍宮】科技京劇
  - ○07【這是栢優座】
  - ○08【獨角戲吉嶽切】國光小劇場大夢想
  - ○09【狹義驚懼系列】大稻埕青年戲曲藝術節
  - ○10【逝父師希矣切】國光小劇場大夢想
  - ○11【後臺真煩看】大稻埕青年戲曲藝術節
  - ○12【武松打店讀劇本】牯嶺街小劇場
  - ○13【刺客列傳-荊軻】衛武營首演、中壢藝術館加演
  - ○14【惡虎青年Z】大稻埕青年戲曲藝術節
  - ○15【椅子】日本利賀導演藝術節
  - ○16【華容無道】超親密小戲節
  - ○17【降妖者-齊天】大稻埕青年戲曲藝術節
  - ○18【行動代號莫須有】-大稻埕青年戲曲藝術節
  - ○19【兵臨城下-原名：伯仲叔季】-編劇
  - ○20【大年初一前晚的那頓飯】新點子劇展-國家劇院實驗劇場
  - ○21【懸河醫生館】臺灣新文化運動館委製
  - ○22 【200AD地底挖洞人】
  - ○23【小小英雄向右轉水滸謎城祝家莊】臺北兒童藝術節
  - ○24【多情劍客無情劍】大稻埕青年戲曲藝術節
  - ○25【渣男！潘金蓮如是說】台南藝術節
  - ○26【將進酒食樂章】防疫期間線上直播演出
  - ○27【最後五秒會看見光看見暗還是看見我-後改：最後五秒】
  - ○28【成為戲曲的五分之五】
  - ○29【花豹戲曲鑼鼓諮商課】2023臺灣戲曲中心夏日生活節
  - ○30【消失的六期生】2023戲曲夢工場
  - ○31【鬼島學苑進修部】2023臺北藝術節-球劇場首演-周玉軒編劇
  - ○32【家祭】桃園眷村藝術節委製-徐妙凡編劇
  - ○33【上吧！義勇兵】首演與風神寶寶兒童劇團連演-台南新營
  - ○34【忠臣鑑-臥龍與冢虎】洪靖婷聯合編劇
  - 一心戲劇團
    - 【青絲劍】共同導演、首演臺北城市舞台。
    - 【歐冶子】共同編劇
    - 【啾咪!愛咋】共同編劇
    - 【是誰刣死馬文才】導演/劇本改編
    - 【幻蘊迷宮】編劇改編自十七世紀法國古典主義作家－皮埃爾.高乃依

  - 春河劇團
    - 【我妻我母我丈母娘】共同編劇、執行導演[1]、台北 上海巡演。

  - 風神寶寶兒童劇團
    - 文化部文學跨界演出計畫【晴空小侍郎】導演、全台巡演 [2]
    - 文化部文學跨界演出計畫【明星節度使】[3]導演、全台巡演
    - 【風神寶寶與悟空叔叔的地府歷險記】導演、臺中國家歌劇院[4]
    - 【我的風神寶寶與風神寶寶】導演、臺灣戲曲中心大表演廳
    - 【樓桑村那個姓關的─還有那個姓張的跟姓劉的】導演、臺灣戲曲中心

  - 明華園總團青年軍
    - 【雲中君】導演

  - 明華園戲劇總團
    - 202021臺灣戲曲藝術節【冥戰錄】導演[5]
    - 【雲夢山】導演/改編
    - 【乩身】改編星子同名小說，2024臺灣戲曲藝術節 導演

  - 高雄春天藝術節
    - 少年歌仔培訓展演計畫
      - 2017【靈界少年偵察組】導演[6]
      - 2018【打怪就是要組隊啊】[7]導演
      - 2019【永不墜落的星辰】導演

  - 春美歌劇團
    - 【兵臨城下】編劇、導演

  - 明華園天字戲劇團  承功【武松-吳奕萱】導演  【赤血長殷-袁崇煥】導演 【沙漠謠】導演
  - 風動室內樂團
    - 【公主百分百】導演
    - 【公主百分百2-生日驚喜】編劇、導演

## 外部連結
- 栢優座臉書粉專 （页面存档备份，存于）